# Bartkowo
Bartkowo – (do 1945 niem. Bartikow) – wieś w Polsce położona w województwie zachodniopomorskim, w powiecie gryfińskim, w gminie Gryfino.
W 2011 roku wieś liczyła 167 mieszkańców. 

## Historia
Pierwsza wzmianka historyczna pochodzi z 1226 r. Od 1282 r. wieś stanowi lenno klasztoru Cystersów z Kołbacza. Część wsi była własnością dwóch rodów rycerskich, tj. Woberminów i Eickstadt’ów. Na przełomie XIV i XV wieku wzniesiono kościół z kamienia narzutowego w stylu wczesnogotyckim. Na Mapie Lubinusa z 1618 wieś zaznaczona jako Berckow. Przełom XVII i XVIII wieku stanowił dla wsi kryzys gospodarczy i demograficzny. Z końcem XVIII wieku istniał następujący stan zabudowy – 25 domów, kościół, szkoła i gajówka. W drugiej połowie Bartkowo to wieś o średniej wielkości, liczy około 300 mieszkańców. Oprócz kościoła we wsi było 35 budynków mieszkalnych i 63 budynki gospodarcze, szkoła i kuźnia. W tym okresie jest to wieś, w której głównym źródłem utrzymania jest hodowla – 2/3 powierzchni zajmują łąki i pastwiska. W okresie przed II wojną światową wieś miała typowo chłopski charakter; znajdowało się tu 13 gospodarstw od 20 do 120 ha.
W latach 1975–1998 miejscowość administracyjnie należała do województwa szczecińskiego.

## Układ przestrzenny wsi

Wieś placowa (owalnica) – schemat

Jest to wieś typu owalnica, na osi północny zachód – południowy wschód. Na majdanie znajduje się kościół z cmentarzem przykościelnym. W kierunku północnym układ wydłużony do ulicówki.

## Kościół
W Bartkowie znajduje się kościół wczesnogotycki z przełomu XIV i XV wieku p.w. Wniebowzięcia NMP, zbudowany z kamienia narzutowego. Świątynię zbudowano na planie prostokąta jako budowlę salową, bez chóru i wieży. Kościół orientowany – prezbiterium skierowane w kierunku wschodnim. Kiedyś kościół posiadał trzy niezdobione portale. Dziś funkcję pełnią portale północny i południowy. Portal zachodni jest zamurowany, w przeszłości był wejściem do szachulcowej wieży. Świątynię przebudowano w XIX wieku, przemurowano wówczas otwory okienne, dobudowano wieżę, którą rozebrano w latach 70. XX wieku. Obok kościoła znajduje się czynny cmentarz parafialny, gdzie rośnie kilka długowiecznych cisów. Na placu przykościelnym znajduje się również drewniana wieża szkieletowa, na której wisiał dzwon z rozebranej wieży.

## Kultura
We wsi znajduje się świetlica Gryfińskiego Domu Kultury, w której funkcjonuje m.in. pracownia ceramiczna.
Od 2009 r. w Bartkowie pod egidą Gryfińskiego Domu Kultury i Sołectwa Bartkowo organizowany jest doroczny Festiwal Twórczości Ludowej. Dotychczas odbyło się 10 jego edycji.
Od 1986 przy świetlicy działa kapela ludowa Bartkowiacy.